# Vinyals
|  | Per a altres significats, vegeu «Vinyals (desambiguació)». |

Vinyals és un poble de la comarca aragonesa de la Ribagorça. Pertany al municipi de Montanui i es troba a 1.045 metres d'altitud sobre el nivell del mar, a la riba dreta de la Noguera Ribagorçana. Hi viuen 4 persones. L'església dedicada a Sant Martí és romànica.